# بيتر وايتهيد (سائق سباقات)
بيتر وايتهيد (بالإنجليزية: Peter Whitehead) مواليد 12 نوفمبر 1914، كان سائق فورملا 1 بريطاني سابق كان قد بدأ مسيرته الاحترافية سنة 1950. كان أول سباق له هو جائزة موناكو الكبرى 1950. خاض خلال مسيرته 12 سباقاً.

## سباقات شارك فيها
- لو مان 24 ساعة
- بطولة العالم للسيارات الرياضية

## روابط خارجية
- بيتر وايتهيد على موقع Racing-Reference.info (الإنجليزية)
- بيتر وايتهيد على موقع DriverDB.com (الإنجليزية)